# 柏應理
柏應理（法語：Philippe Couplet, Philip Couplet 或 Philippus Couplet, 1623年—1693年） 是一位17世纪的比利时耶稣会传教士。

## 生平
1623年出生在南尼德兰梅赫伦（现属于比利时）1640年加入耶稣会，他对中国的兴趣来自于另一位耶稣会传教士卫匡国。1656年他启程前往中国，恰好当时卜弥格应教皇的回复答应帮助南明皇帝永历帝返回中国，柏應理便搭上他的船队一同前往。他在中国各地承担了各种责任，但在1665 - 1670年的迫害期间却不得不在广州避难。柏應理当时和徐光启的孙女徐甘第大关系密切，在她的赞助下，柏應理能够在江南地区设立一些新的教会。
1681年他启程返回欧洲，作为驻罗马的中国耶稣会检察官。他的使命是获得教皇协议能够使用中文唱诵赞美歌。在他待在罗马期间，他给予教皇中文版的宗教书籍，此外，在欧洲期间，他还拜访了法王路易十四，说服法王派遣五位耶稣会数学家前往中国的计划。1685年返回欧洲时，他带回了两位中国人，其中一位叫沈福宗，是记载的第一位访问欧洲的中国人，他先后去了意大利、法国和英格兰。旅行途中，柏應理和沈福宗共同回答了来自牛津、,柏林和维也纳的语言学家的诸多关于中文问题。

## 英文著作

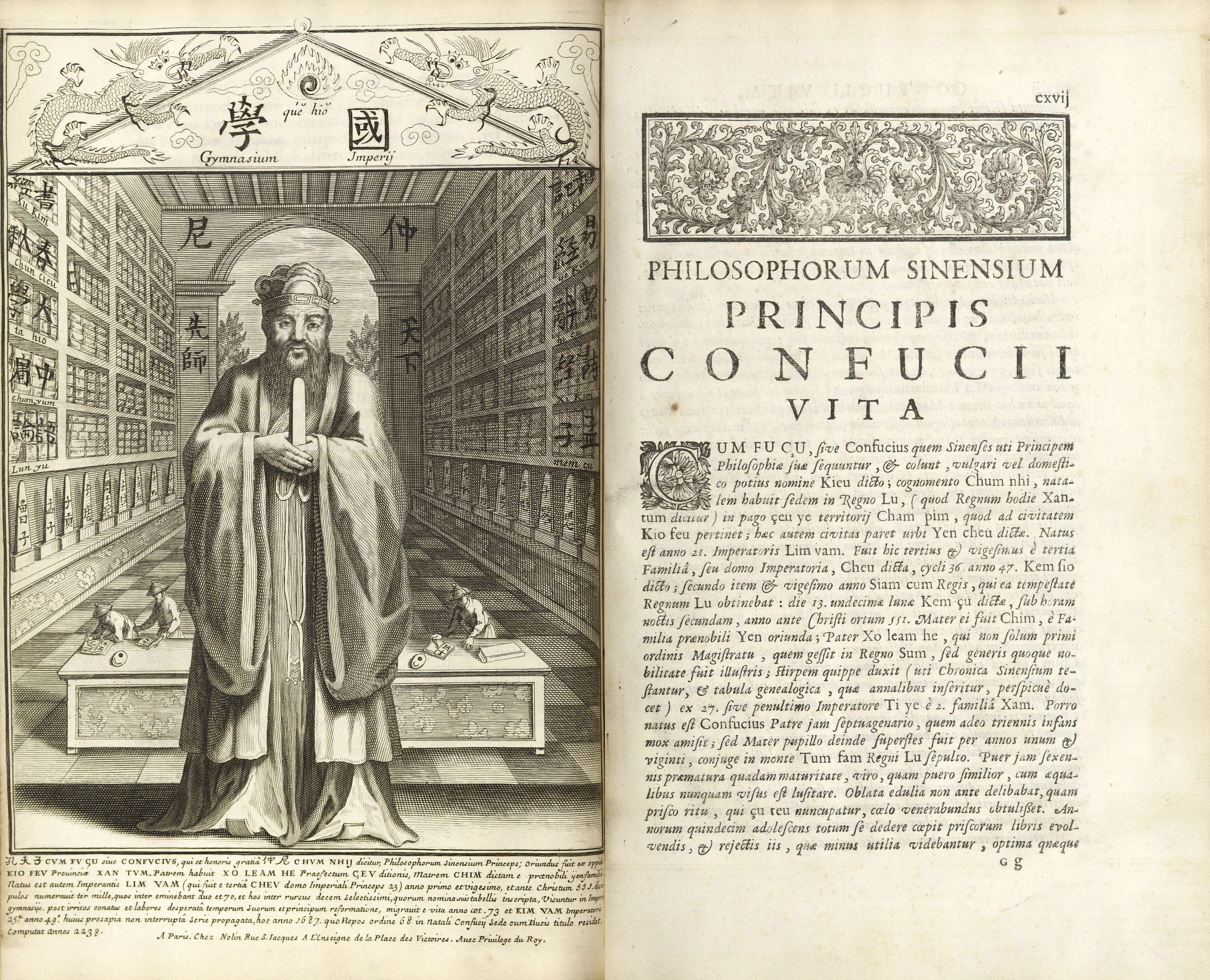
Confucius Sinarum Philosophus ("儒教，中国哲学")是柏應理领导团队撰写

- Philippe Couplet and 殷鐸澤, Confucius Sinarum philosophus, sive Scientia sinensis latine exposita (Parisiis: Apud Danielem Horthemels ... 1687).  Getty Internet Archive Free Online Digital Version.
- Tabula Chronologica Monarchiae Sinicae (1686)
- Breve raguaglio delle cose piu notabili spettanti al grand'imperio della Cina (1687)
- Histoire d'une dame chrétienne de la Chine où par occasion les usages de ces peuples, l'établissement de la religion, les manieres des missionaires, & les exercices de pieté des nouveaux chrétiens sont expliquez (Paris, 1688). Biography of Candida Xu.Free Online Digital Version Staatsbibliotek zu Berlin （页面存档备份，存于）